# Mélanie Lesaffre
Pour les articles homonymes, voir Lesaffre.
Mélanie Lesaffre est une lutteuse française née le 19 septembre 1990 à Boulogne-sur-Mer (Pas-de-Calais), et licenciée à l'Entente Lutte Côte d'Opale.

## Palmarès

### Championnats d'Europe
- Médaille de bronze en lutte libre dans la catégorie des moins de 48 kg en 2010

### Jeux méditerranéens
- Médaille d'or en lutte libre dans la catégorie des moins de 51 kg en 2013 à Mersin,  Turquie
- Médaille de bronze en lutte libre dans la catégorie des moins de 48 kg en 2009 à Pescara,  Italie

### Championnats de France
- Championne nationale en 2009, 2010 et 2011.